# Tremedal (kommun)
Tremedal är en kommun i Brasilien.   Den ligger i delstaten Bahia, i den östra delen av landet, 700 km öster om huvudstaden Brasília. Antalet invånare är 17 032.
Följande samhällen finns i Tremedal:
- Tremedal

Omgivningarna runt Tremedal är huvudsakligen savann. Runt Tremedal är det ganska glesbefolkat, med 28 invånare per kvadratkilometer.